# Oslofjord

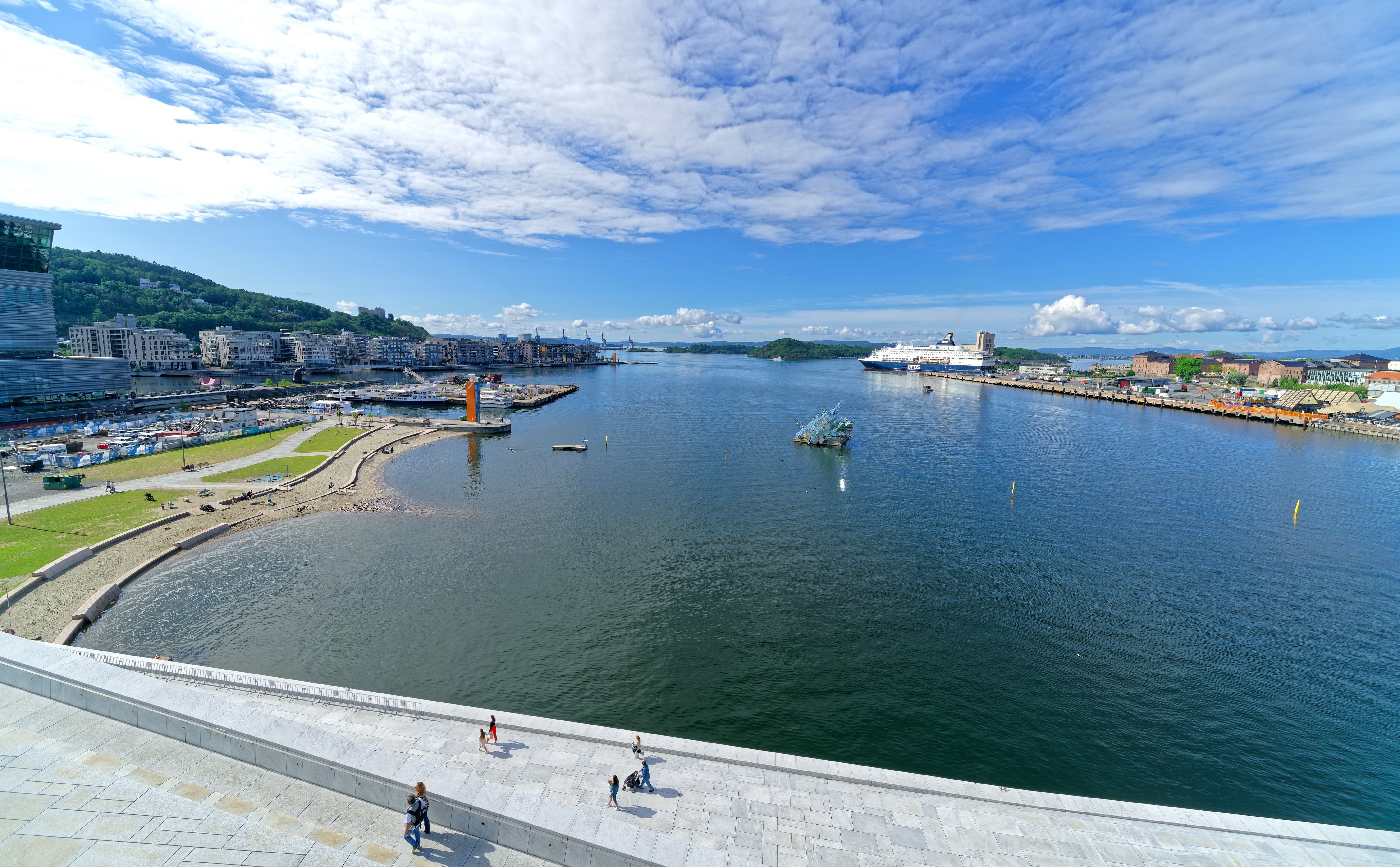
Der Oslofjord vom Dach der Oper gesehen.

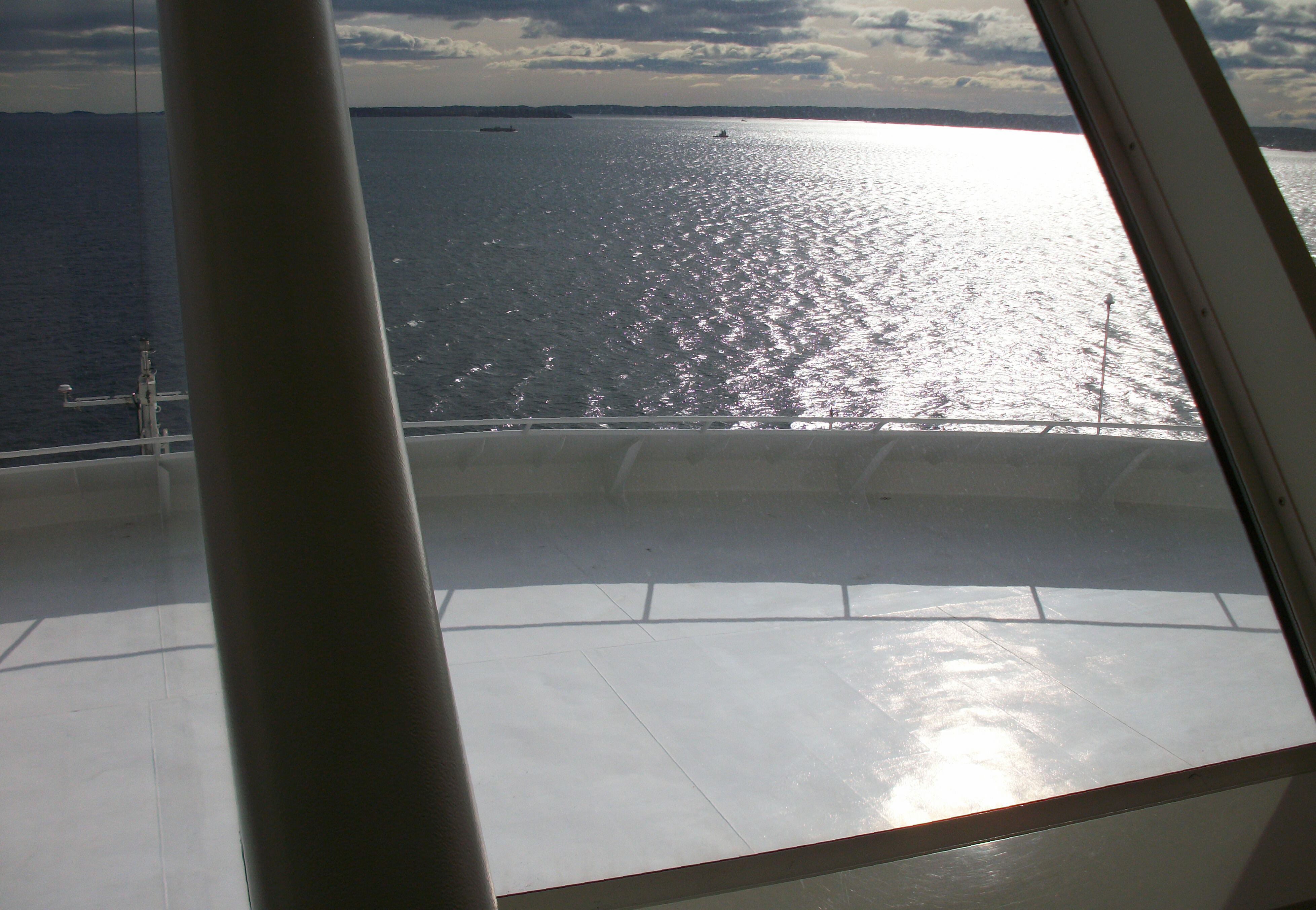
Unterwegs im Oslofjord mit Blick Richtung Süden, rechts vorn die Fähre Horten – Moss mit dem Westufer des Fjordes

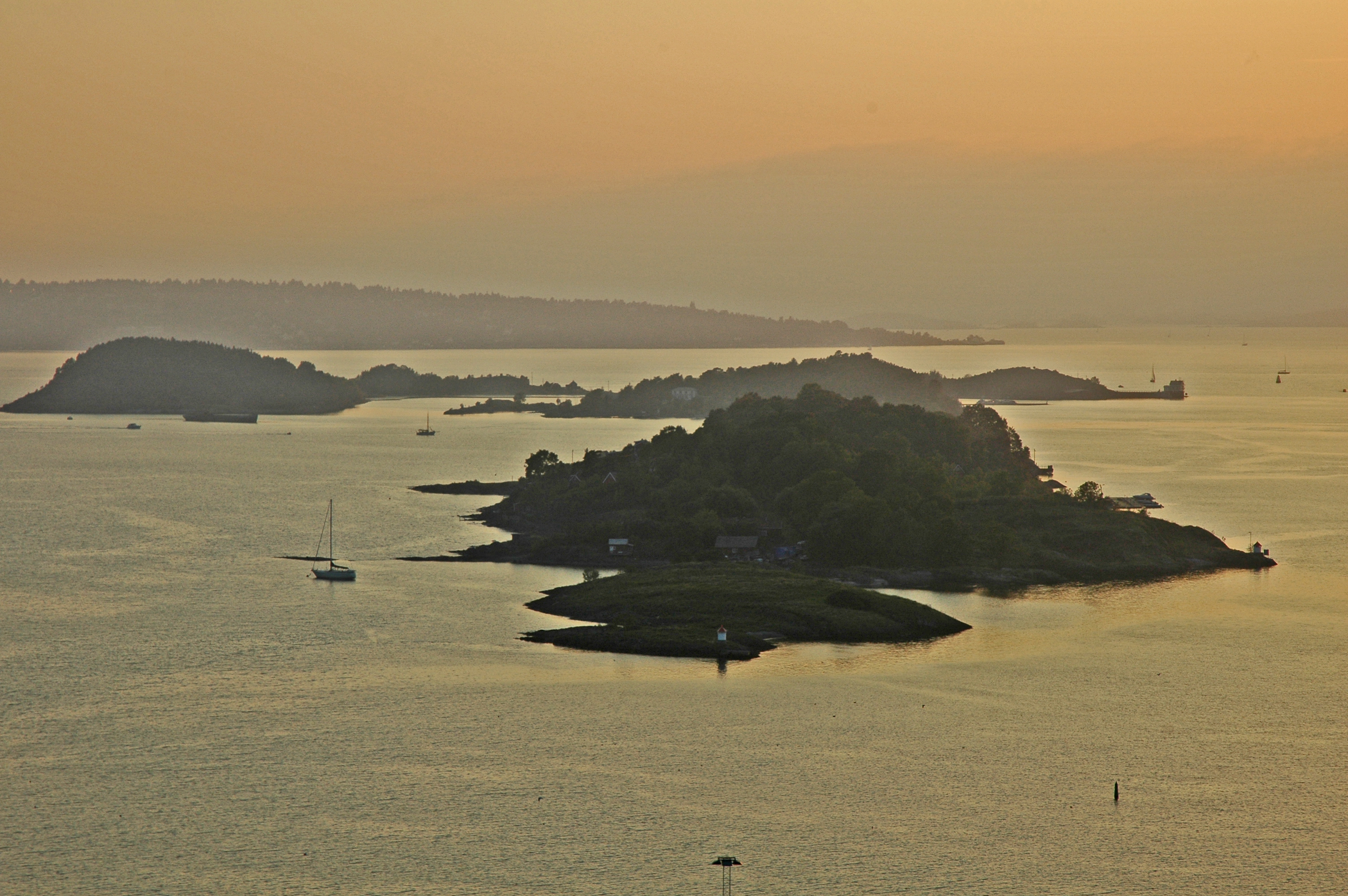
Oslofjord, Aussicht von Ekeberg in Oslo

Der Oslofjord (auf Norwegisch Oslofjorden) ist ein Fjord in Südnorwegen; er zählt zu den größten Fjorden Norwegens und die Region ist die am dichtesten besiedelte des ganzen Landes.

## Lage
Über eine Länge von etwa 118 Kilometer Luftlinie in Süd-Nord-Richtung gestreckt bildet der Oslofjord die Einfahrt zur Hauptstadt des Landes, Oslo, das am nördlichen Fjordende liegt. Der Oslofjord gehört zum  Skagerrak und damit zur Nordsee. Aus geologisch-tektonischer Sicht bildet er einen Teil des Oslograbens. Er ist bis zu 300 m tief und gilt als die am stärksten befahrene Wasserstraße des Nordens.
Da der Golfstrom zu weit entfernt vom Skagerrak und damit dem Oslofjord ist und ihn daher nicht stark genug erwärmt, ist der Oslofjord der einzige Fjord Norwegens, der gelegentlich zufriert.

## Geschichte
Mit ihren zahlreichen natürlichen Häfen, Nebenarmen wie Drammensfjord und Bunnefjord und Abzweigungen bot die Region um den Fjord bereits in der Eisenzeit günstige Voraussetzungen für eine Besiedelung. Frühe Spuren menschlicher Ansiedelungen gehen sogar in die Jungsteinzeit zurück. Im Übergang zwischen der Wikingerzeit und dem frühen Mittelalter, um 1000 n. Chr., begannen Marktplätze und Ansammlungen von Bauernhöfen sich zu Städten zu entwickeln. Da infolge der Landhebung Südskandinaviens das Meeresniveau vor 1000 Jahren etwa 4 Meter höher war als heute, liegen viele dieser Plätze oft einige Kilometer vom heutigen Ufer des Oslofjords entfernt. Andere Städte wie Oslo und Tønsberg wurden aus militärstrategischen oder kommerziellen Gründen erst in dieser Zeit gegründet.
Im Mittelalter wurde der Oslofjord ebenso wie die Landschaft zu beiden Seiten Vik(in) oder Fold(in) genannt. Fold ist in den Fylkenamen Østfold und Vestfold enthalten. Am 9. April 1940 wurde der deutsche Schwere Kreuzer Blücher durch norwegisches Artilleriefeuer im Fjord versenkt. Dies verzögerte die Einnahme Oslos durch die Wehrmacht und ermöglichte dem norwegischen König die Flucht.
Heute ist die Region der stärkste Bevölkerungsschwerpunkt in Norwegen; innerhalb einer Autostunde können etwa 40 Prozent der Bevölkerung des Landes den Oslofjord erreichen. Auch 40 Prozent der Arbeitsplätze liegen hier.

## Verkehr
Der Oslofjord ist daher eine wichtige Wasserstraße mit hohem Aufkommen an Fracht- und Passagierschiffen und gleichzeitig sehr bedeutsam für die Naherholung an seinen Ufern wie auf dem Wasser.
Das Gebiet rund um den Fjord ist daher durch ein umfangreiches Straßennetz erschlossen. An seinem Ostufer führt auf ganzer Länge im Hinterland die Europastraße 6 entlang, am Westufer ist die Hauptverkehrsachse die Europastraße 18. Beide Straßen treffen am Nordende des Fjordes in Oslo zusammen.
Zwischen Verpen in der Gemeinde Hurum und Måna in der Kommune Frogn sind die beiden Seiten des Fjordes durch den Oslofjordtunnel miteinander verbunden.
Ferner bestehen zwei bedeutende Fährstrecken, die das Westufer und das Ostufer verbinden:
- Horten – Moss (Bastø Fosen)
- Sandefjord (N) – Strömstad (S) (Color Line, Fjord Line)

Außerdem führen durch den Oslofjord bedeutende internationale täglich befahrene Fährrouten (Passagiere, Fahrzeuge):
- Oslo (N) – Kiel (D) (Color Line), Schiffe: Color Fantasy, Color Magic
- Oslo (N) – Kopenhagen (DK) (Gotlandsbolaget), Schiffe: Nordic Crown, Nordic Pearl
- Oslo (N) – Frederikshavn (DK) (Stena Line), Schiff: Stena Saga (2020 eingestellt)

Alle wichtigen Inseln im Oslofjord sind mit lokalen Fähren zu erreichen.
Wichtigste Häfen am Oslofjord sind neben Oslo Moss, Fredrikstad, Strömstad, Tønsberg, Sandefjord und Langesund.
Sowohl auf der West- als auch auf der Ostseite des Fjordes führen Eisenbahnstrecken entlang, die in Oslo zusammentreffen.

## Inseln im Oslofjord
| Name        | Fläche in km² |
| ----------- | ------------- |
| Bastøy      | 2,6           |
| Gressholmen | 0,05          |
| Hovedøya    | 0,04          |
| Lindøya     | 0,41          |
| Nakkholmen  | 0,59          |
| Nøtterøy    | 59            |
| Ormøya      | 0,18          |
| Tjøme       | 39            |